# シャドウランド
シャドウランド（Shadowland）は、イギリスのプログレッシブロック・バンド。1992年に結成。音楽性は、メロディックでエモーショナルな強さを保ちながら、ポップな要素を内包している。

## 概要・略歴
1992年、ポンプロック・バンド「ペンドラゴン」のキーボード奏者、クライヴ・ノーランらを中心に結成。同年にアルバム『リング・オヴ・ローゼス』 でデビュー。
しかしバンドは3rdアルバム『マッド・アズ・ア・ハター』のリリース以降、長い休止期間に入る。この間ノーランは、本業のペンドラゴンのほか、より重い音楽スタイルを持つプログレバンド「アリーナ」を結成したり、「Caamora」というバンド名義でAgnieszka Switaとパートナーシップを組み『She』と題するロックオペラを書いてツアーを行うなど、別プロジェクトで多忙な日々を送った。
2008年後半にノーランは、2009年からシャドウランドの復活ツアーを発表。このツアーでは、3枚のアルバムからバンドお気に入りの楽曲と、同年にリリースする新曲をフィーチャーしたベスト・アルバム『A Matter of Perspective』をプロモートした。
ツアー中に、シャドウランドは「Metal Mind Productions」がリリースしたDVD『Edge of Night』のためライブを撮影した。同時に、Metal Mindは、ボーナストラック付きの過去の全アルバム、DVD『Edge of Night』、DVDと同音源のCDという2枚組のライブ作品『Live in Poland』を含む、ナンバー入りのボックス・セット『Cautionary Tales』もリリースしている。
マーク・ウエストウッド（Caamora、Neo）が、2009年の編成からベースのイアン・サーモンと交代したが、1990年代からのラインナップの残りのメンバーは変更されていない。

## ラインナップ
※2021年5月時点 

### 現ラインナップ
- クライヴ・ノーラン (Clive Nolan) - ボーカル、ピアノル (1992年-)
- カール・グルーム (Karl Groom) - ギター (1992年-)
- ニック・ハラデンス (Nick Harradence) - ドラム (1992年-)
- マーク・ウエストウッド (Mark Westwood) – ベース、アコースティックギター (2009年-)
- マイク・ヴァーティ (Mike Varty) - キーボード (2009年-)

### 旧メンバー
- イアン・サーモン (Ian Salmon) - ベース、アコースティックギター (1992年–1996年)

## ディスコグラフィ

### アルバム
- 『リング・オヴ・ローゼス』 - Ring of Roses (1992年)
- 『スルー・ザ・ルッキング・グラス』 - Through the Looking Glass (1994年)
- 『マッド・アズ・ア・ハター』 - Mad as a Hatter (1996年)
- A Matter of Perspective (2009年) ※コンピレーション

### EP
- Dreams Of The Ferryman (1994年)

### DVD
- Edge of Night (2009年)

### ボックス・セット
- Cautionary Tales (2009年)